# Mabini (Batangas)
Mabini es un municipio filipino de primera clase, perteneciente a la provincia de Batangas, en la isla de Luzón.

## Organización territorial
Se divide en treinta y cuatro barangayes, a saber:
- Anilao Proper
- Anilao East
- Bagalangit
- Bulacan
- Calamias
- Estrella
- Gasang
- Laurel
- Ligaya
- Mainaga
- Mainit
- Majuben
- Malimatoc I
- Malimatoc II
- Nag-Iba
- Pilahan
- Población
- Pulang Lupa
- Pulong Anahao
- Pulong Balibaguhan
- Pulong Niogan
- Saguing
- Sampaguita
- San Francisco
- San José
- San Juan
- San Teodoro
- Santa Ana
- Santa Mesa
- Santo Niño
- Santo Tomás
- Solo
- Talaga Proper
- Talaga East

## Demografía
Según el censo de 2020, tenía empadronados 50 858 habitantes.